# Psychropotes raripes
Psychropotes raripes är en sjögurkeart som beskrevs av Ludwig 1893. Psychropotes raripes ingår i släktet Psychropotes och familjen Psychropotidae. Inga underarter finns listade i Catalogue of Life.